# ساحة فيتوريو فينيتو

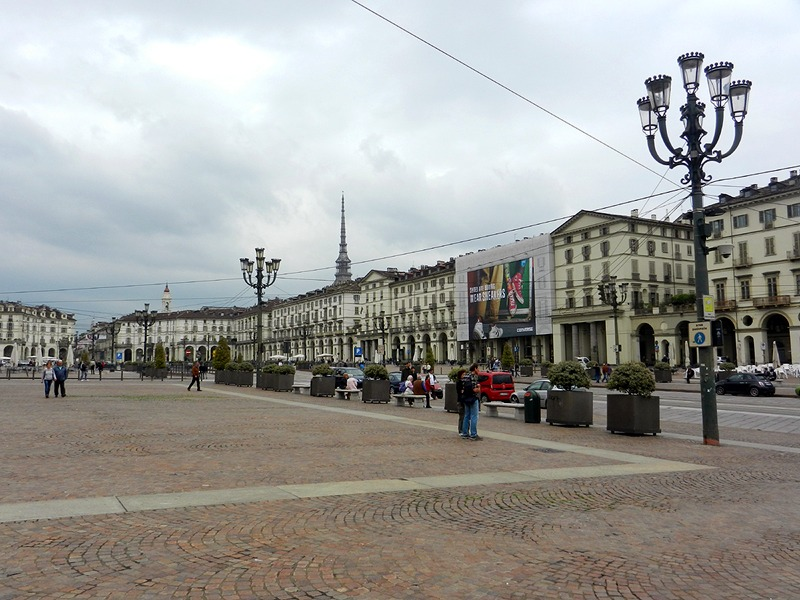
ساحة فيتوريو فينيتو.

ساحة فيتوريو فينيتو تُعرف أيضًا باسم ساحة فيتوريو وهي ساحة في تورينو بإيطاليا، وقد اشتق اسمها من معركة فيتوريو فينيتو عام 1918.
أثناء بناء موقف للسيارات تحت الأرض في عام 2004 اكتشف العمال 22 هيكلًا عظميًا يعود تاريخها إلى أوائل القرن الثامن عشر، تشير دراسة نُشرت في عام 2019 إلى أن هؤلاء يكاد يكونون ضحايا حصار تورينو عام 1706.

## الوصف
تنتهي الساحة بجسر فيتوريو إيمانويل الأول التاريخي الذي يربط الساحة بطرفيها، جنبًا إلى جنب مع متنزهين جانبيين للنهر وما يسمى موراززي ديل بو بالضفة اليمنى للنهر، مما يتيح الوصول إلى المنطقة المسماة بورجو بو. حيث يمكن رؤيتها بوضوح كنيسة أم الرب العظيمة ومونتي دي كابتشيني والطرق المؤدية إلى الجزء الشرقي والتلال من المدينة.
نظرًا لسعتها الاستثنائية (حوالي 40.000-100.000 شخص، تقتصر اليوم على حوالي 38.000 لأسباب تتعلق بالسلامة)، كانت الساحة مناسبة دائمًا لاستضافة الأحداث الجماهيرية، مثل الحفلات الموسيقية والعروض والفعاليات الثقافية بمختلف أنواعها. يشتهر بأنه مكان للاجتماعات والاجتماعات، خاصة للشباب. العديد من النوادي التي تطل عليه مباشرة، تحظى بشعبية كبيرة خاصة خلال عطلة نهاية الأسبوع.
الساحة مستطيل الشكل وجانبها نصف دائري، وتغطي مساحة قدرها 31000 م2 (360 × 111 م كحد أقصى). فكرة أنها أكبر ساحة في تورين أو حتى في إيطاليا أو أوروبا منتشرة بشكل خاطئ بين التورينيين، بدلاً من ذلك ستكون أكبر ساحة في تورين هي ساحة ديلا ريبوبليكا (51300 متر مربع).